# Kenny Satterfield
Kenneth Alexander Satterfield, detto Kenny (New York, 10 aprile 1981), è un ex cestista statunitense, professionista nella NBA, in Europa, Asia e Sudamerica.

## Carriera
È stato selezionato dai Dallas Mavericks al secondo giro del Draft NBA 2001 (54ª scelta assoluta).

## Palmarès
- McDonald's All-American Game (1999)